# Agnostic Front
Agnostic Front is een Amerikaanse hardcore punk- en metalband, geformeerd in 1982 door Vinnie Stigma en Roger Miret.
Het debuutalbum Victim in Pain, uit 1984, is puur hardcorepunk. Vooraf aan dit album kwam de 7" EP (maxi-single op singleformaat) "United Blood" uit, met tien korte nummers. Vanaf het album Cause For Alarm, uit 1986, begon de band ook thrashmetal te spelen.
Miret en andere leden van Agnostic Front richtten in 2012 samen met Aardschok-redacteur/recensent Onno Cro-Mag de platenmaatschappij Strength Records op, voornamelijk gericht op (bekendere) hardcorepunk undergroundbands. Enkele maanden na de oprichting, in februari 2013, overleed Onno Cro-Mag.

## Bezetting
- Roger Miret - vocalist (sinds 1982)
- Vinnie Stigma - gitarist (sinds 1980)
- Craig Silverman - gitarist (sinds 2014)
- Mike Gallo - bassist (sinds 2001)
- Danny Lamagna – drums (sinds 2022)

### Voormalige bandleden
- Alex Kinon - gitarist (1986 - 1987)
- Steve Martin - gitarist (1987 - 1989)
- Matt Henderson - gitarist (1993 - 1995, 2004)
- Adam Moochie - bassist (1982 - 1984)
- Rob Kabula - bassist (1984 - 1986, 1995 - 1999)
- Alan Peters - bassist (1987) (overleden 2020)
- Ray Beez - drummer (1982 - 1984)
- Dave Jones - drummer (1984 - 1986)
- Louie Beatto - drummer (1986)
- Will Shepler - drummer (1987 - 1993)
- Jim Coletti - drummer (1995 - 2003)
- Craig Setari - bassist (1988-1993)
- Joseph James - gitarist (sinds 2007 - 2014)
- Jimmy "Pokey" Mo - drummer (2009 - 2022)

## Discografie

### Albums
- United Blood (1983)
- Victim In Pain (1984)
- Cause For Alarm (1986)
- Liberty And Justice (1987)
- Live At CBGB (1989) (livealbum)
- One Voice (1992)
- Last Warning (1993) (livealbum)
- Raw Unleashed (1995) (verzamelalbum)
- Something's Gotta Give (1998)
- Riot! Riot! Upstart (1999)
- Dead Yuppies (2001)
- Working Class Heroes (2002) (livealbum)
- Another Voice (2004)
- Live at CBGB - 25 Years of Blood, Honor and Truth (2006)
- Warriors (2007)
- My Life, My Way (2011)
- The American Dream Died (2015)
- Get Loud! (2019)